# المركز القومي لبحوث الإسكان والبناء (مصر)
المركز القومي لبحوث الإسكان والبناء هو مركز حكومي بحثي مصري يتبع وزارة الإسكان والمرافق والمجتمعات العمرانية.

## التشريعات المنظمة
- قانون رقم 495 لسنة 1954 في شأن إنشاء معهد لأبحاث البناء.[2]
  - التعديلات:
    - قانون رقم 539 لسنة 1954.[3]
    - قانون رقم 180 لسنة 1955.[4]
    - قانون رقم 125 لسنة 1956.[5]
- قرار رئيس جمهورية مصر العربية رقم 46 لسنة 1977 في شأن مركز بحوث الإسكان والبناء والتخطيط العمراني.[6][7]
  - حل بموجبه: محل معهد بحوث البناء.
  - قرار رئيس الجمهورية رقم 63 لسنة 2005: بإعادة تنظيم المركز القومي لبحوث الإسكان والبناء.[8]
  - اللائحة التنفيذية:
    - قرار رئيس الجمهورية رقم 64 لسنة 2005.[9]

## التاريخ
تم إنشاء المركز باسم «معهد أبحاث البناء» في عام 1954 م كجهة تعاون مشترك بين وزارة الشئون البلدية والقروية المصرية وقتها وبين إدارة العمليات الخارجية للحكومة الأمريكية، ثم توقف التعاون الأمريكي في عام 1956 م واستمر المركز تابعا لوزارة البحث العلمي إلى أن تم الحاق تبعيته في عام 1971 م إلى وزارة الإسكان والتشييد

وفي عام 2005 صدر قرار جمهوري بإعادة تنظيم المركز ليكون باسم «المركز القومي لبحوث الإسكان والبناء».

## الجهات التابعة
- معهد بحوث مواد البناء وضبط الجودة
- معهد بحوث المنشآت الخرسانية
- معهد بحوث الانشاءات والمنشآت المعدنية
- معهد بحوث ميكانيكا التربة والهندسة الجيوتيكنيكية
- معهد بحوث الهندسة الصحية والبيئية
- معهد بحوث التشييد وإدارة المشروعات
- معهد بحوث العمارة والإسكان
- معهد بحوث الخامات وتكنولوجيا صناعة مواد البناء.
- معهد بحوث فيزيقيا المنشآت والعوامل البيئية المحيطة.
- معهد بحوث الأعمال الكهروميكانيكية في المباني.
- معهد التدريب والدراسات الحضرية.
- مكتب نقل وتوطين التكنولوجيا
- الـمجلس المصري للبناء الأخضر
- جهاز التفتيش الفني على أعمال البناء